# Parc d'Ueno
Pour les articles homonymes, voir Ueno (homonymie).

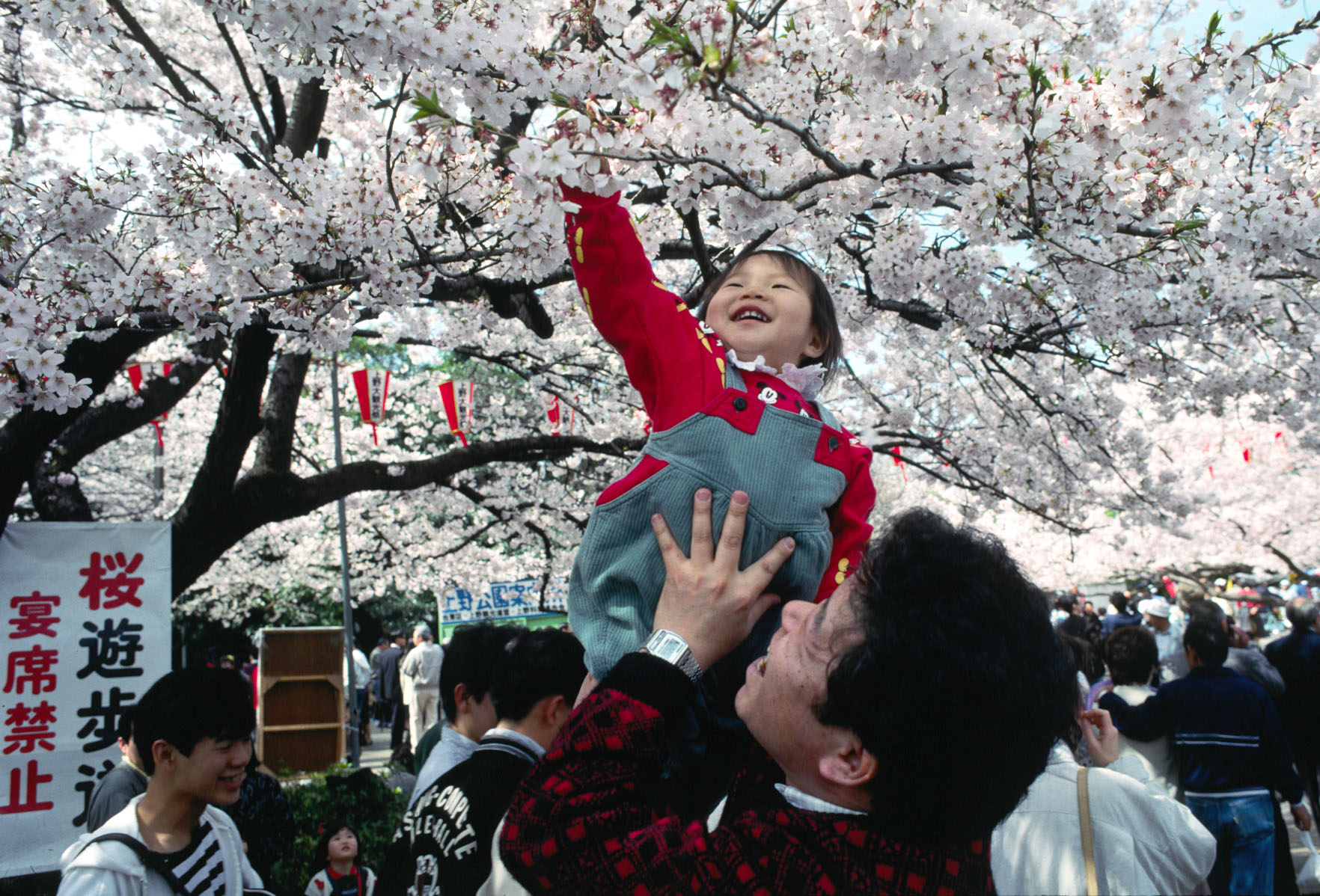
Hanami au parc d'Ueno.

Le parc d'Ueno (上野公園, Ueno kōen) est un grand parc public situé dans le quartier d'Ueno (arrondissement Taitō), au nord-est du centre de Tokyo, au Japon.

## Situation
Le parc d'Ueno occupe depuis 1873 le site de l'ancien temple Kanei, un temple fortement associé aux shoguns Tokugawa, qui ont construit le temple pour protéger le château d'Edo contre le nord-est. Le temple fut détruit durant la guerre de Boshin.
Le terrain sur lequel se trouve le parc fut donné à la ville de Tokyo par l'empereur Taishō en 1924, à la suite du dramatique séisme de 1923 du Kantō. Le nom officiel du parc est « parc Ueno Onshi », le mot « onshi » signifiant « don impérial »,.

## Description
Le parc a une superficie de 538 506,96 m2. Quatre musées (musée national de Tokyo, musée national de la Nature et des Sciences de Tokyo, musée national de l'art occidental et musée de Shitamachi), une salle de concert (Bunka Kaikan de Tokyo), un temple Tōshō-gū en mémoire du shogun Tokugawa Ieyasu (1542 - 1616), unificateur du Japon à l'époque Sengoku, l'étang de Shinobazu avec son sanctuaire Bentendō, et le zoo d'Ueno font de cette zone un lieu apprécié par les Tokyoïtes et les touristes japonais et étrangers. 
Le parc d'Ueno a une grande importance historique dans l'histoire du Japon, car des évènements clefs en relation avec la fin du shogunat et le début de l'ère Meiji s'y déroulèrent. Ainsi, une statue du samourai de Kagoshima Takamori Saigō, qui lutta en faveur du régime impérial, se trouve à l'entrée sud du parc. Près de cette statue se trouve un monument funéraire aux soldats du Shōgitai, un corps d'élite de samourais du Shogun, décédés lors de la bataille d'Ueno en juillet 1868, bataille gagnée par les forces pro-empereur sous la direction de Takamori Saigo, qui marqua le début de l'ère Meiji et la fin du shogunat.
Le parc est particulièrement connu pour ses nombreux cerisiers (environ un millier) sous lesquels les Tokyoïtes se réunissent chaque année durant la floraison pour manger, boire, discuter, chanter et parler lors de la période traditionnelle du hanami. Le moine bouddhiste Tenkai aurait importé, du mont Yoshino (préfecture de Nara), des cerisiers Yoshino et des cerisiers du Japon, et les aurait plantés là après avoir fondé le Kan'ei-ji.
Le musée national de l'Art occidental fut conçu par Le Corbusier et la base de sa collection est constituée par la collection privée de l'industriel Matsukata Kōjirō, grand collectionneur de tableaux impressionnistes et de sculptures (dont en particulier d'Auguste Rodin) françaises, et qui bénéficia des conseils du grand conservateur francais Léonce Bénédite.
Le parc abrite de nombreux sans domicile fixe.

### Mémorial des bombardements atomiques d'Hiroshima et de Nagasaki
Sur la droite de l’allée menant au sanctuaire Tōshō-gū en mémoire du shogun Tokugawa Ieyasu, se trouve un mémorial en pierre avec une flamme brûlant de façon permanente en mémoire des bombardements atomiques d'Hiroshima et de Nagasaki. Cette flamme fut initiée par M. Tatsuo Yamamoto peu après le bombardement d’Hiroshima en août 1945, et fut ensuite fusionnée avec une autre flamme de Nagasaki. En 1968, l’association populaire des quartiers de Shitamachi (la partie plus traditionnelle et populaire dite 'ville basse' de la ville de Tokyo, dont fait partie le parc d'Ueno) proposa d’allumer une flamme près du sanctuaire de Tōshō-gū dans le parc d’Ueno. En avril 1989, une Association pour la flamme d’Hiroshima et Nagasaki à Ueno Toshogu fut établie, et obtint ensuite les souscriptions de dizaines de milliers de personnes pour financer le mémorial, dont la construction fut complétée en juillet 1990.
Une plaque du mémorial indique que « Nous ici-même nous engageons à maintenir cette flamme de la Bombe A, convaincus que ce monument contribuera à renforcer le mouvement mondial des peuples pour que soient abolies les armes nucléaires et que la Paix soit atteinte, ce qui est la tâche la plus urgente pour tous les peuples, au-delà des frontières ».

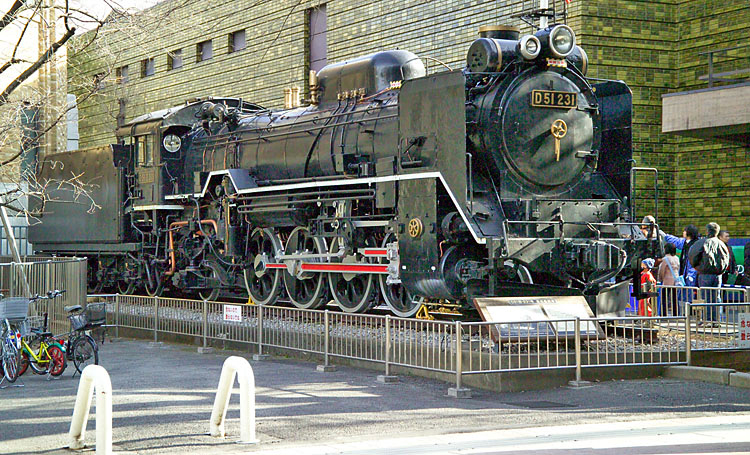
Une locomotive à vapeur devant le musée national de la Nature et des Sciences.
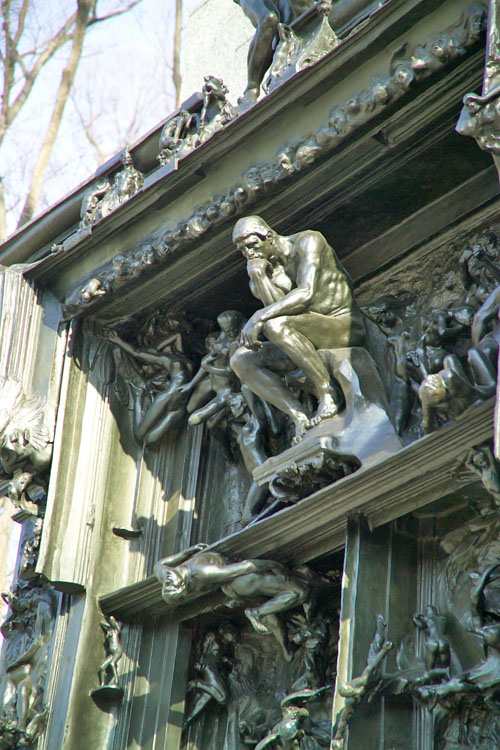
L'une des versions de « La Porte de l'Enfer » au musée national de l'Art occidental.
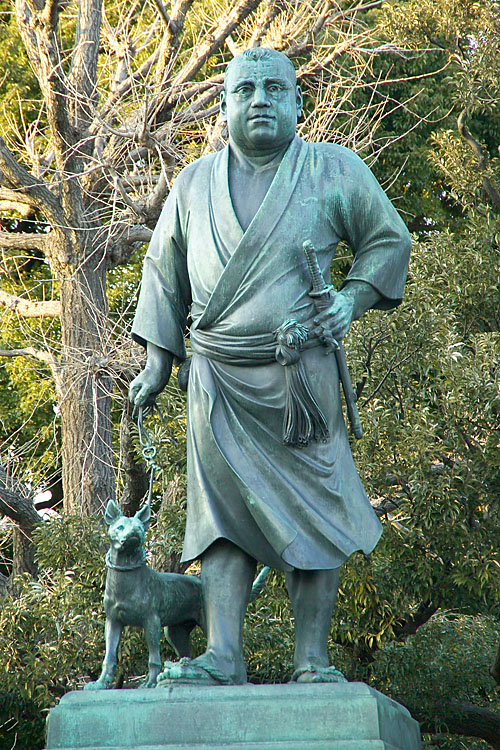
Statue de Takamori Saigō.

## Culture
Le parc d'Ueno et ses alentours figurent de façon importante dans les fictions japonaises, par exemple Gan de Ōgai Mori ou Sortie parc, gare d'Ueno de Miri Yū (2014, traduction française en 2015).